# Miljøpartiet De Grønne
Miljøpartiet De Grønne ("Milieupartij de Groenen") is een Noorse politieke partij. Ze werd opgericht in oktober 1988 voor een aantal lijsten bij de plaatselijke verkiezingen. Deze partij heeft sinds de verkiezingen in 2013 een zetel in het Noorse parlement en is vertegenwoordigd in enkele gemeentebesturen in Noorwegen. De partij wordt vaak afgekort tot MDG.
De partij kent geen leider of voorzitter, maar wordt geleid door een groep van vijf personen. Onder deze vijf zijn er twee partijwoordvoerders, Une Aina Bastholm en Arild Hermstad, die de taken op zich nemen voor nationale verkiezingen en de pers te woord staan. De partijwoordvoerders worden tijdens een jaarlijkse partijraad verkozen.
Miljøpartiet De Grønne is lid van de Europese Groene Partij. In Nederland is de partij het best te vergelijken met GroenLinks en in Vlaanderen met Groen. 

## Geschiedenis
Vanaf 2013 is de partij in het Storting vertegenwoordigd, ook al behaalde het de kiesdrempel van vier procent niet. Het kreeg namelijk een districtsmandaat uit Oslo. Ook in 2017 behaalde het een zetel en daarna stond het in de peilingen vaak boven de kiesdrempel. Bij de Noorse parlementsverkiezingen 2021 behaalde het 3,9% van de stemmen, waardoor het net te kort kwam voor landelijke zetels. Het kreeg daarom drie mandaten, waarvan twee uit Oslo. Voor het eerst behaalde MDG een districtsmandaat uit Akershus. 

## Verkiezingen voor het Storting
| Jaar | Stemmenpercentage | Parlementsleden |
| ---- | ----------------- | --------------- |
| 1989 | 0,4%              | 0               |
| 1993 | 0,1%              | 0               |
| 1997 | 0,2%              | 0               |
| 2001 | 0,2%              | 0               |
| 2005 | 0,1%              | 0               |
| 2009 | 0,3%              | 0               |
| 2013 | 2,8%              | 1               |
| 2017 | 3,2%              | 1               |
| 2021 | 3,9%              | 3               |